# Parc zoo-botanique de Mvog Betsi
Le parc zoo-botanique de Mvog-Betsi est un jardin zoologique et botanique situé à Yaoundé, au Cameroun, dans la commune d'arrondissement de Yaoundé VI.

## Histoire
Le zoo de Mvog-Betsi a été créé en 1951 par monsieur Pfeiffer, chef de service de l’administration coloniale au Cameroun, pour y conserver des animaux sauvages vivants. De 1956 à 1971, il est exploité successivement par plusieurs particuliers qui l'utilisent notamment comme espace de quarantaine pour des animaux destinés à l'exportation.
En 1971, le zoo passe aux mains de l'administration camerounaise, direction des Eaux et Forêts au sein du ministère de l’Agriculture, puis délégation générale du Tourisme et, en 1992, ministère de l’Environnement et des Forêts. L'état de l'infrastructure et la situation des animaux se détériore fortement jusqu'en 1997 où le ministre de l’Environnement et des Forêts décide sa réhabilitation et sa transformation en parc zoologique et botanique, avec l’appui du Gouvernement britannique. Les missions du nouveau parc sont : la récréation, la recherche biologique et l’éducation pour la conservation,. Le parc a mis en place un partenariat avec l'ONG britannique Ape Action Africa (en) qui s'occupe du suivi des primates et de l'éducation environnementale.

## Espèces animales présentées au zoo
En 2014, le zoo hébergeait une dizaine d'espèces de primates, d'autres mammifères, des reptiles et des oiseaux, soit au total 29 espèces animales .

### Primates
Les espèces de primates présentées au zoo sont les suivantes :
- Mangabey agile
- Babouin
- Cercopithèque de Brazza
- Drill
- Mangabey à joues blanches
- Mandrill
- Vervet tantale
- Patas
- Pain à cacheter
- Mangabey couronné

### Autres espèces
Les autres espèces animales présentes au zoo sont : 
Mammifères
- lionceaux (Panthera leo
- Gazelle à front roux (Gazella rufifrons)
- Nandinie (Nandinia binotata)
- Céphalophe bleu (Philantomba monticola)
- Potamochère (Potamochoerus porcus).

Oiseaux
- Pintade de Numidie (Numida meleagris)
- Perroquet Jaco (queue rouge) (Psittacus erithacus)
- Bateleur des savanes (Terathopius ecaudatus)
- Circaète Jean-le-Blanc (Circaetus gallicus)
- Milan noir (Milvus milvus)
- Paon (Afropavo congolensis)

Reptiles
- Crocodile du Nil (Crocodilus niloticus)
- Crocodile nain (Osteolaemus tetraspis)
- Tortue terrestre (Kinixys erosa)
- Tortue d’eau douce (Kinixys homeana)
- Tortue olivâtre (Lepidochelys olivacea)
- Varan de forêt (Varanus exanthematicus)
- Vipère du Gabon (Bitis gabonica)
- Python (Python sebae)

## Parc botanique
Le parc botanique comporte des arbres forestiers et ornementaux, des arbres fruitiers, et des « fleurs », soit un total de 36 espèces appartenant à 20 familles différentes, parmi lesquelles les Caesalpiniaceae sont les mieux représentées.

### Principales essences forestières
Selon Mvogo 2017 :
- Bubinga ou Essingan (Guibourtia tessmannii)
- Iroko (Milicia excelsa)
- Dibetou ou Bibolo (Lovoa trichilioides)
- Eyong (Eribroma oblongum, syn. Sterculia oblonga)
- Moabi (Baillonella toxisperma)
- Azobe (Lophira alata)
- Padouk rouge (Pterocarpus soyauxii)
- Ayous (Triplochiton scleroxylon)
- Tali (Erythrophleum ivorense)
- Tiama (Entandrophragma angolense)

en plus, selon Kanga 2014, p. 24 :
- Gilbertiodendron dewevrei
- Afzelia bipindensis
- Alstonia congensis
- Voacanga africana
- Desbordesia glaucescens
- Bombax brevicuspe (sv)
- Lovoa trichilioides
- Khaya ivorensis (syn. Entandrophragma ivorensis)
- Millettia laurentii
- Canarium schweinfurthii
- Tectona grandis

### Essences ornementales
- Mentaly (Terminalia mantaly)
- Catapa (Terminalia catappa)
- Flamboyant (Delonix regia)
- Tulipier du Gabon (Spathodea campanulata)
- Cyprès du Portugal (Cupressus lusitanica)

### Arbres fruitiers
- Andock (Irvingia gabonensis)
- Essessang (Ricinodendron heudelotii)
- Ebom (Annona muricata)
- Manguier (Mangifera indica)
- avocatier (Persea americana)

## Galerie

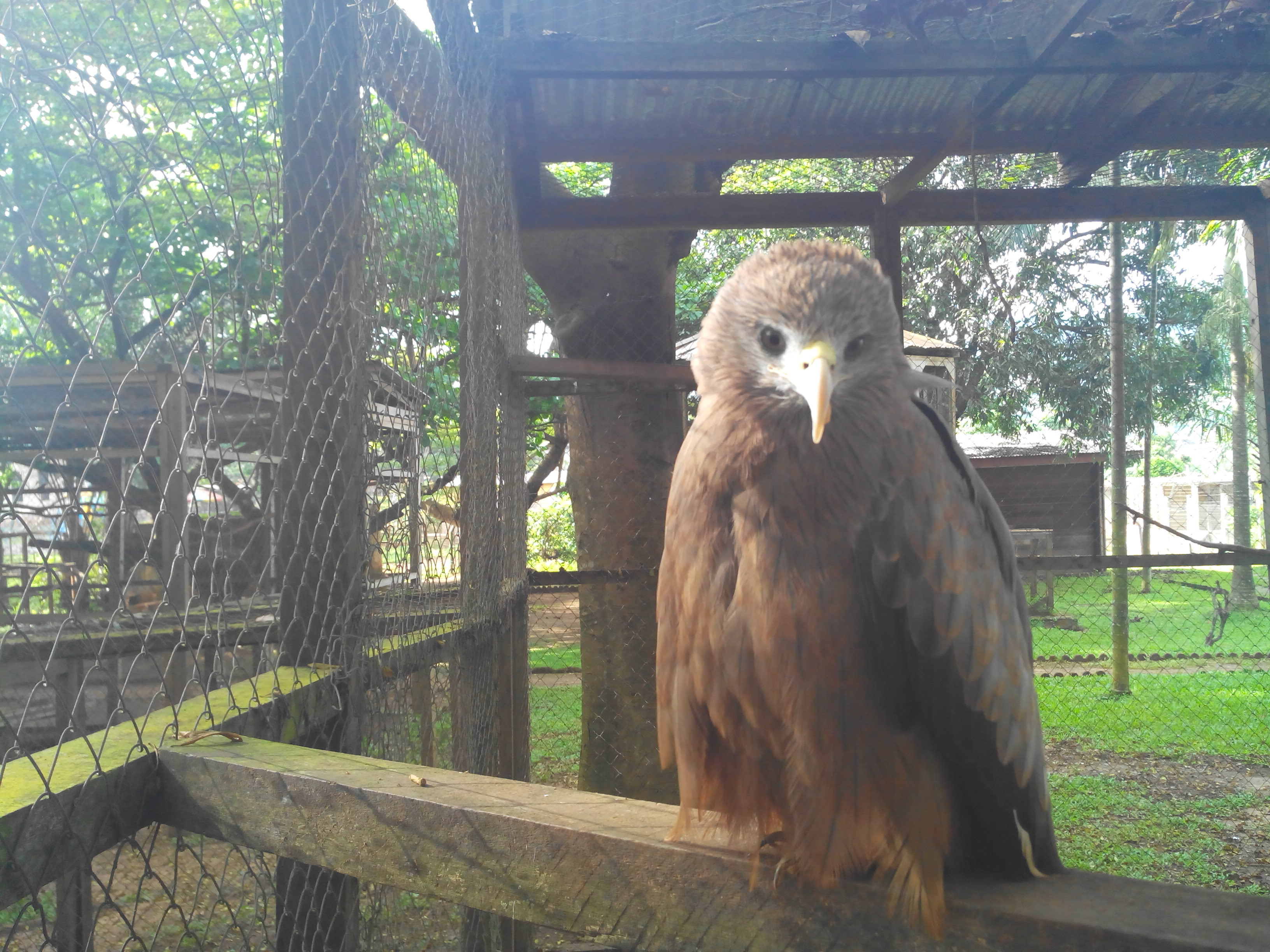
Aigle_au_zoo_de_Yaoundé
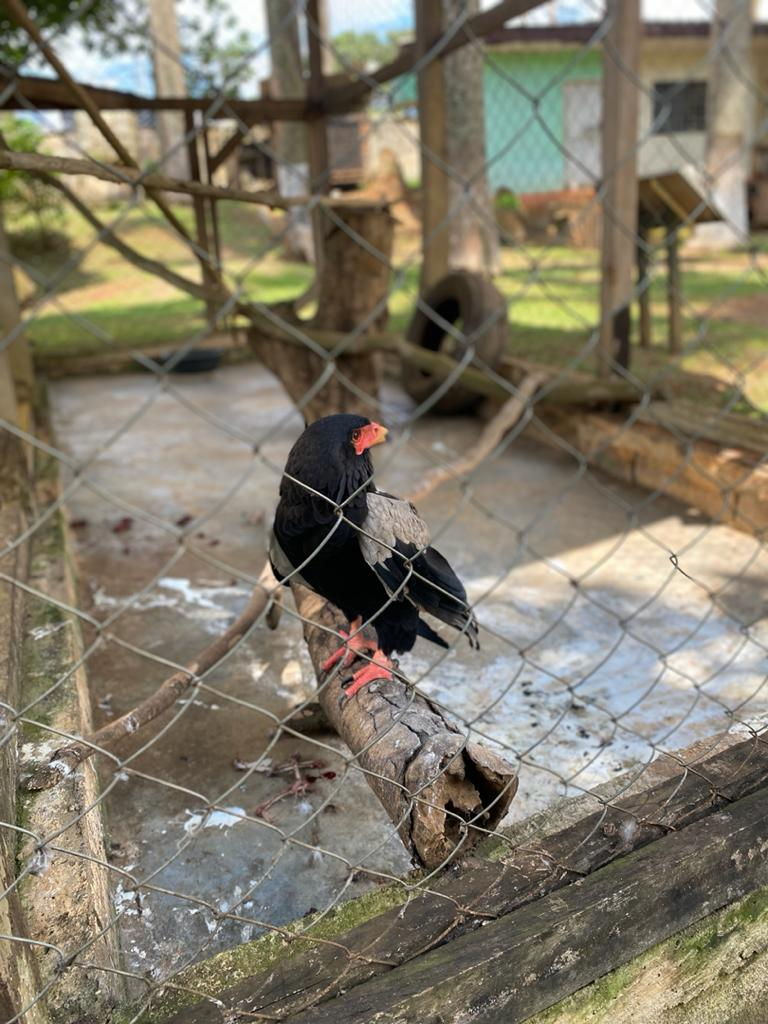
L'aigle_dans_un_café_zoo_de_mvogbeti,_Yaoundé
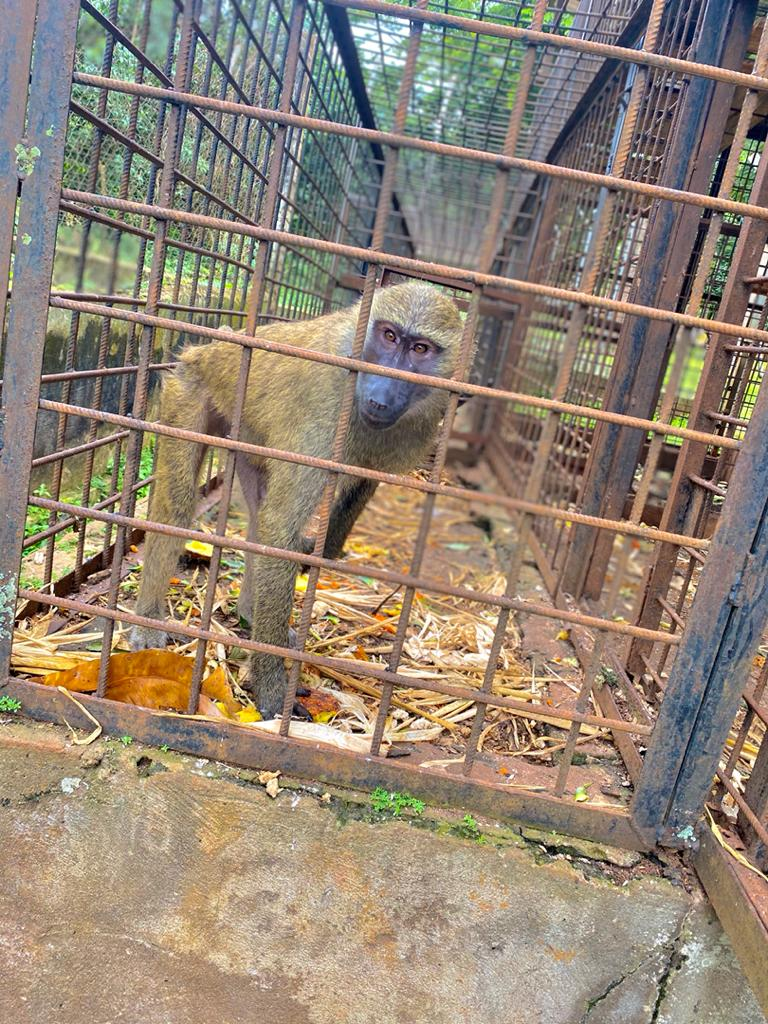
Un_singe_dans_une_case_mvogbeti
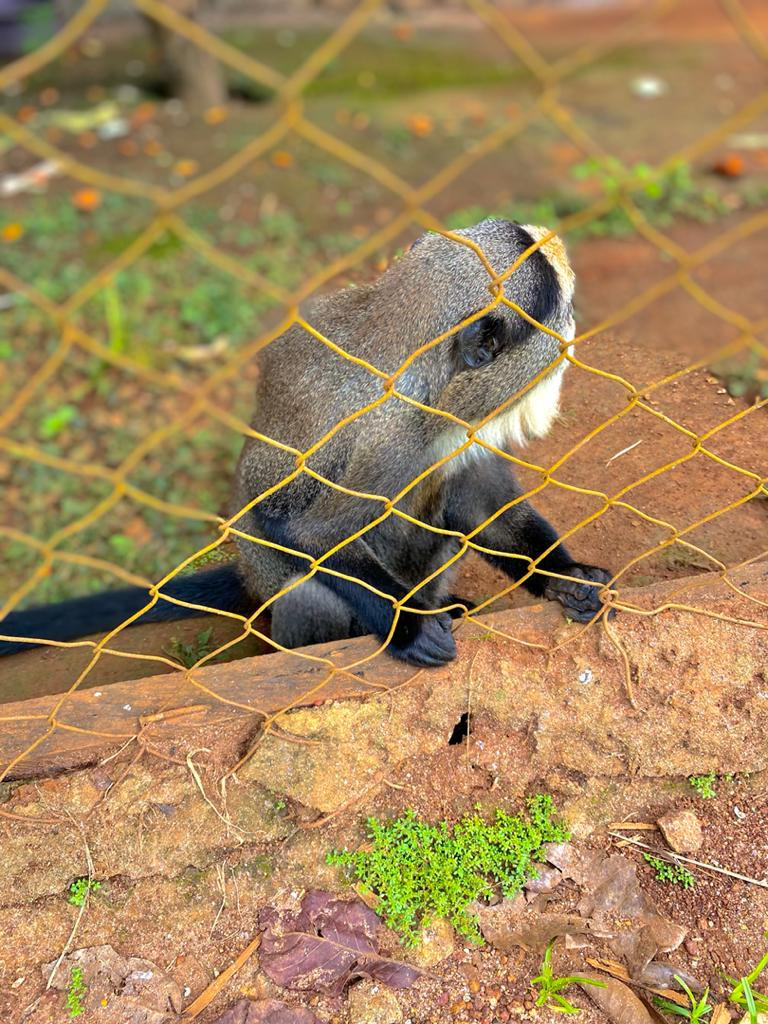
Image_du_vervet,_Mvogbeti_Yaoundé_Cameroun
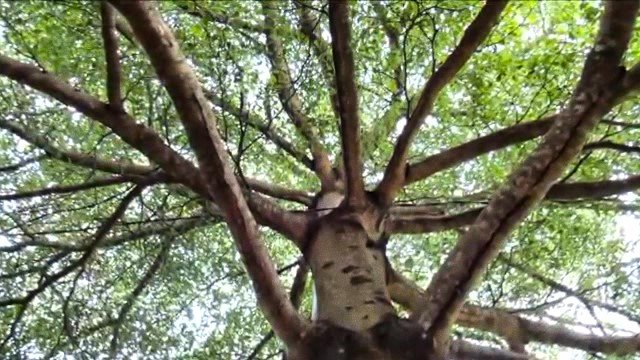
Arbre_zoo_de_mvog_betsi
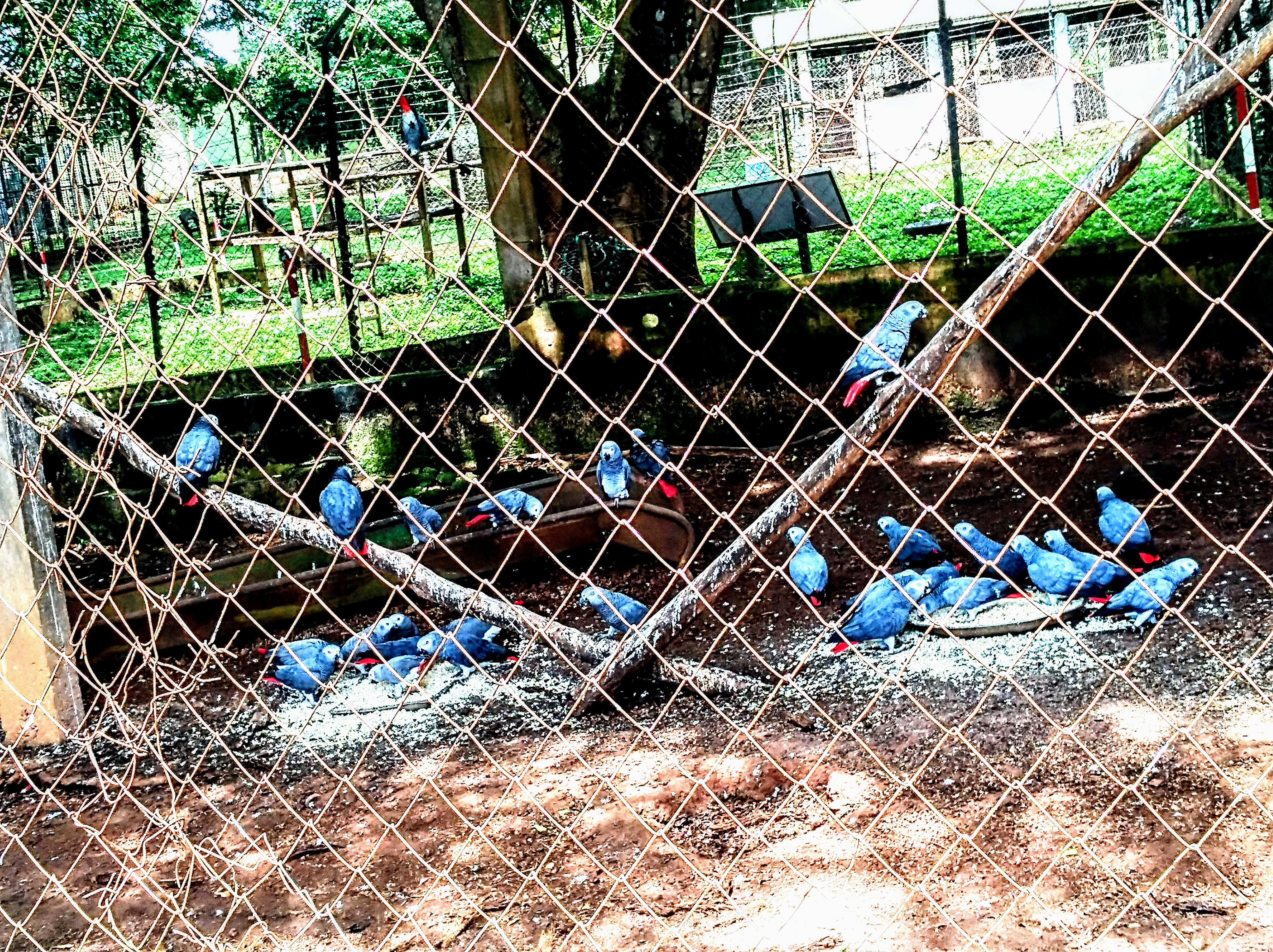
Parrots_in_a_cage_at_the_Mvogbetsi_Botanical_Zoo_Yaounde
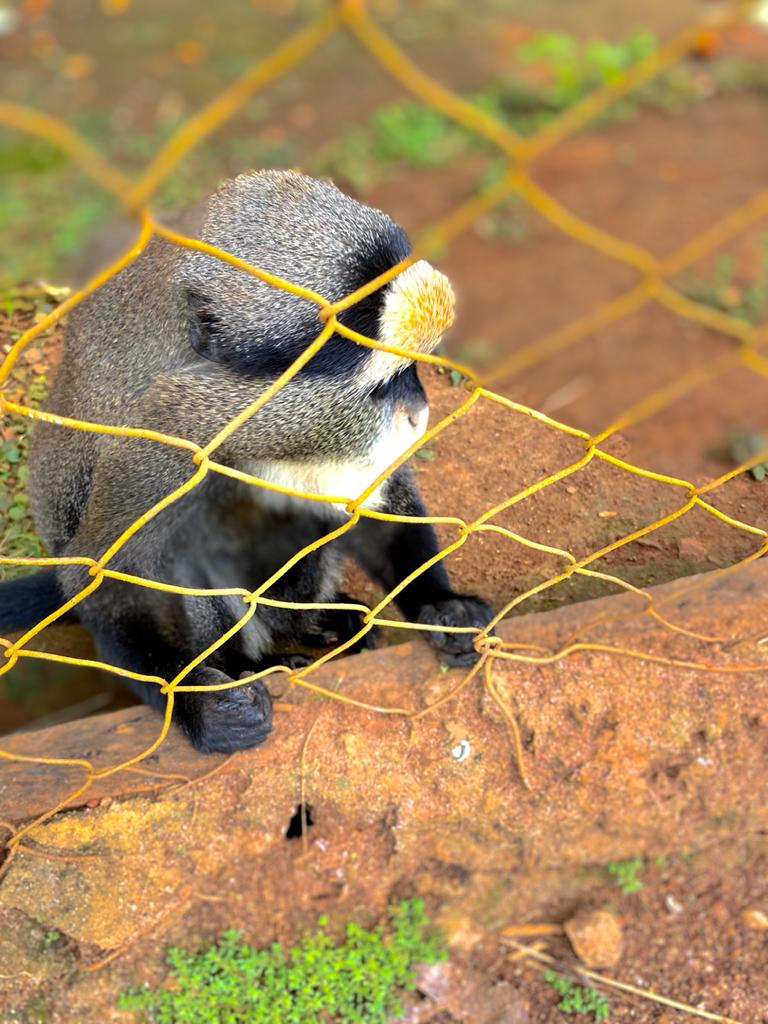
Un_vervet_dans_un_zoo,_mvogbeti_._Yaoundé
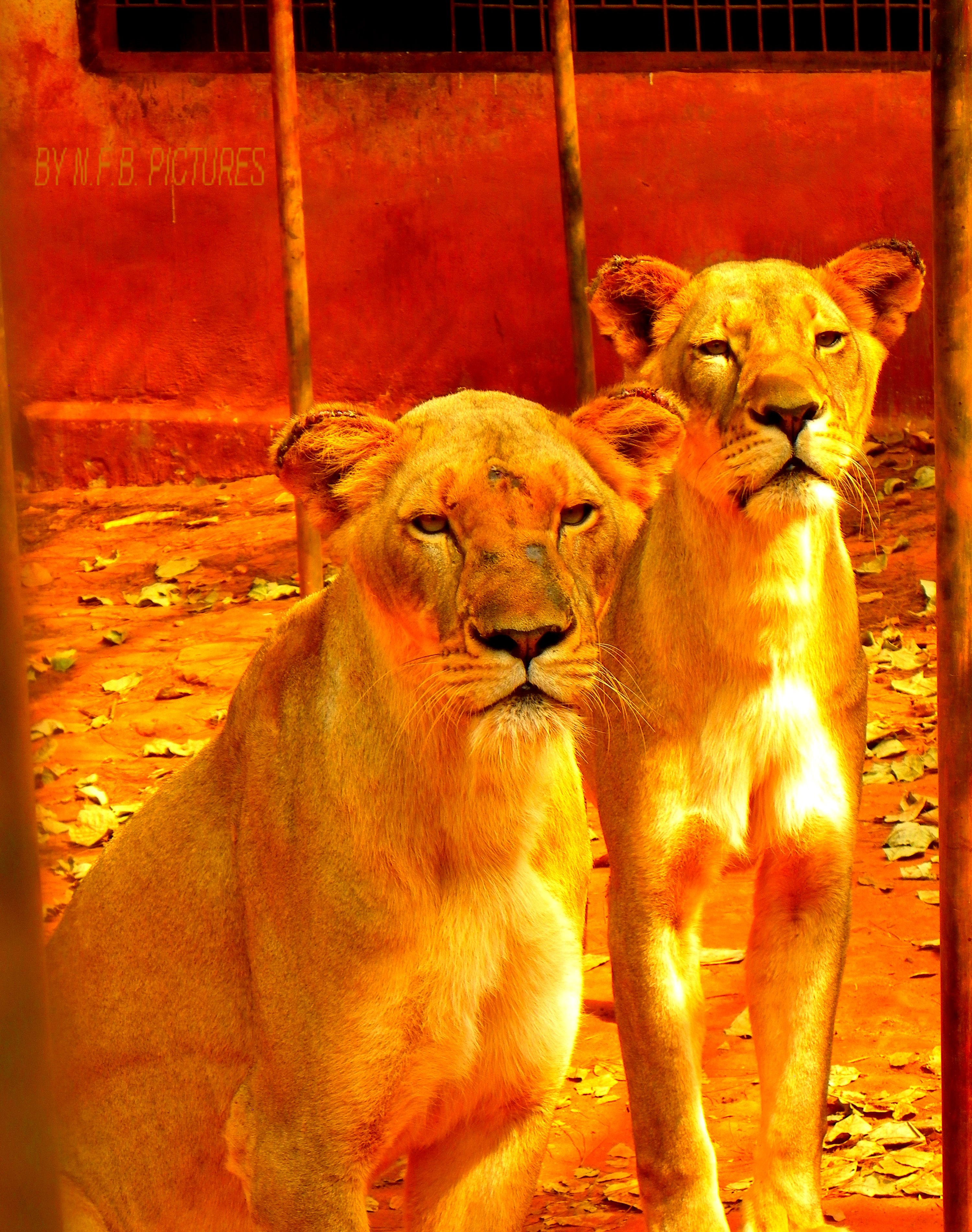
Des_lionnes_à_Yaoundé_au_Cameroun
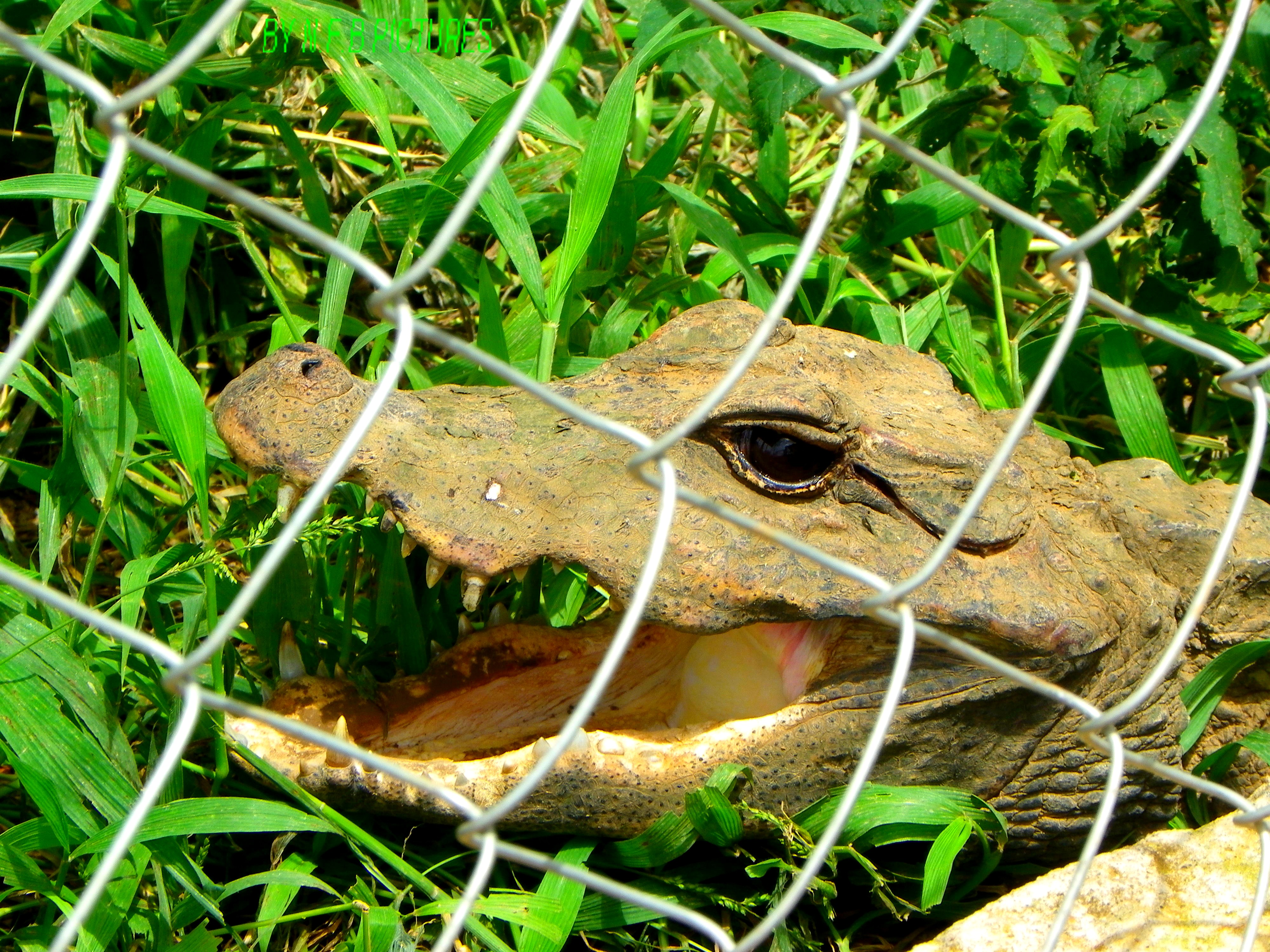
Bébé_crocodile